# Питайя

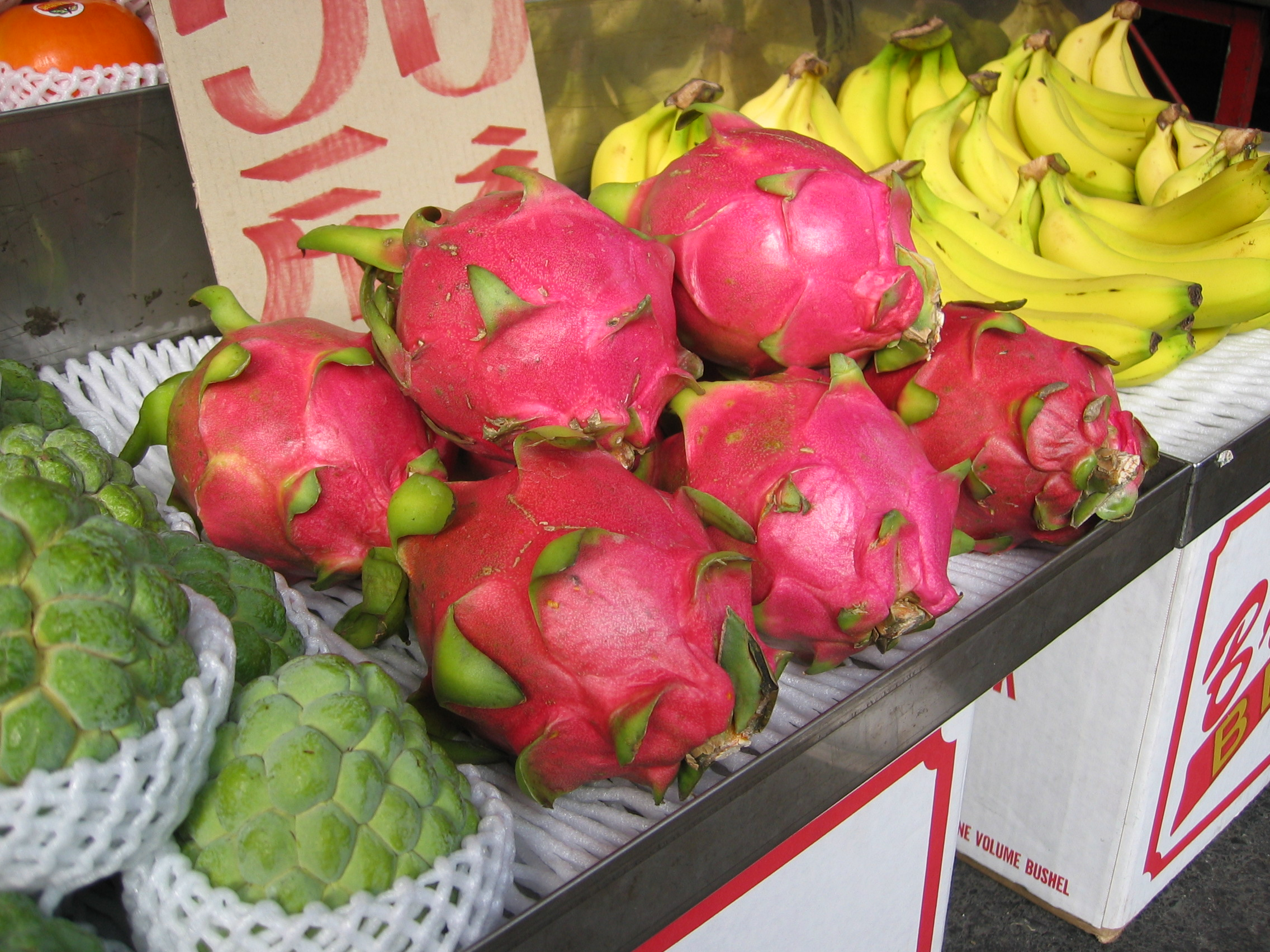
Питайя вида Hylocereus undatus на рынке (Тайвань)

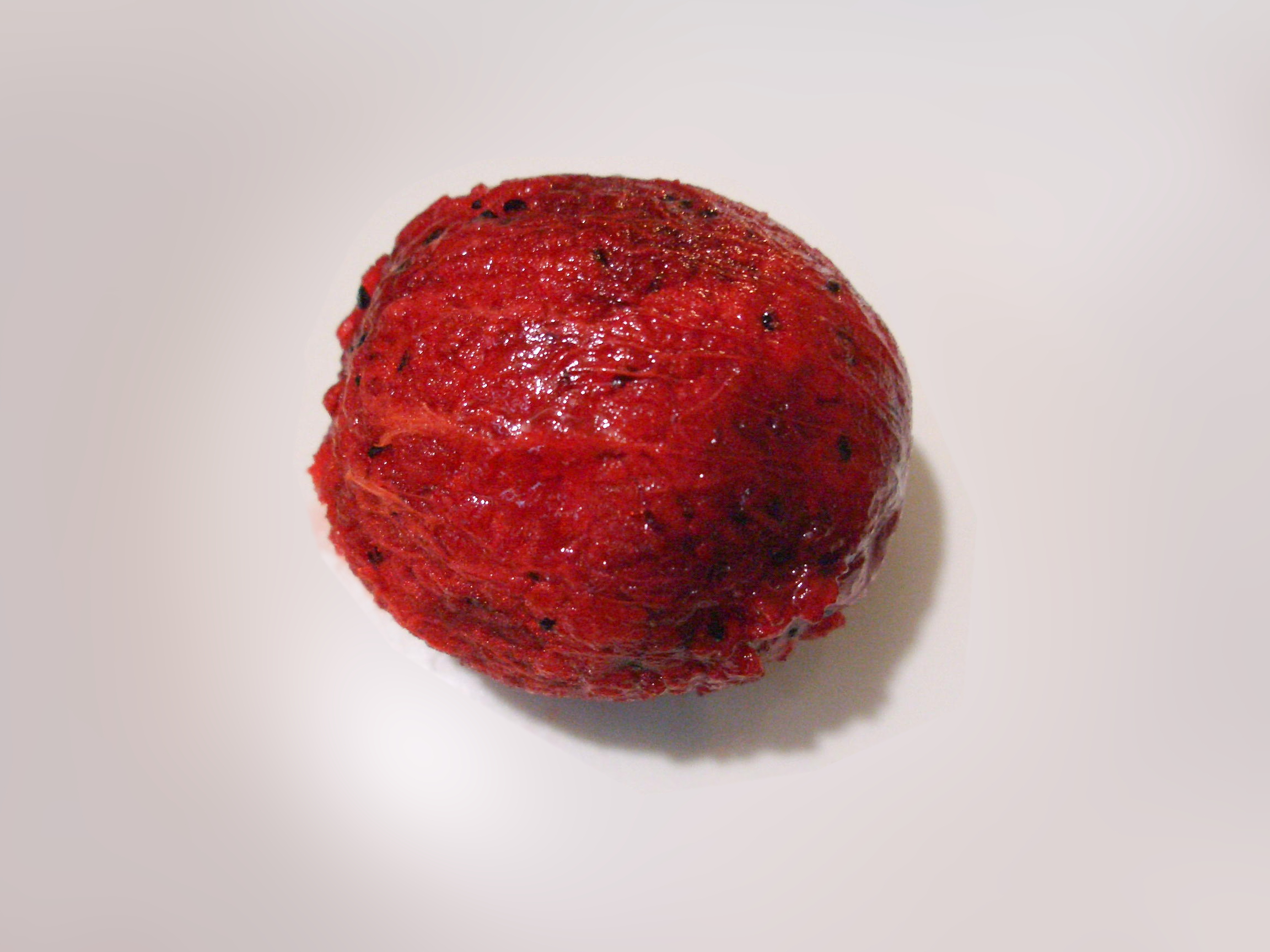
Питайя вида Stenocereus queretaroensis, очищенная и готовая к употреблению

Пита́йя, или питаха́йя, — общее название плодов нескольких видов кактусов из родов Hylocereus и Stenocereus. Английское общеупотребительное название этих плодов — dragon fruit («драконий фрукт»).
Растения этих родов — вьющиеся эпифитные лианообразные кактусы, распространённые в Мексике, Центральной и Южной Америке; для большинства из них характерны крупные ароматные белые цветки, раскрывающиеся ночью. В настоящее время эти растения промышленным образом культивируются во многих странах Юго-Восточной Азии, а также на Гавайях, в Израиле и северной Австралии.

## История
В 1553 году в книге «Хроника Перу» Педро Сьеса де Леона даётся первое описание питайи:
«Наибольшие долины и склоны [провинции Арма] похожи на сады, соответственно они заселены и полны всяческих плодовых деревьев, из которых одно очень вкусное, называемое Питаайа, фиолетового цвета. Этот фрукт имеет такую особенность, что съев его, хоть даже один, то хочется мочиться, испуская мочу кровавого цвета»

## Культивирование

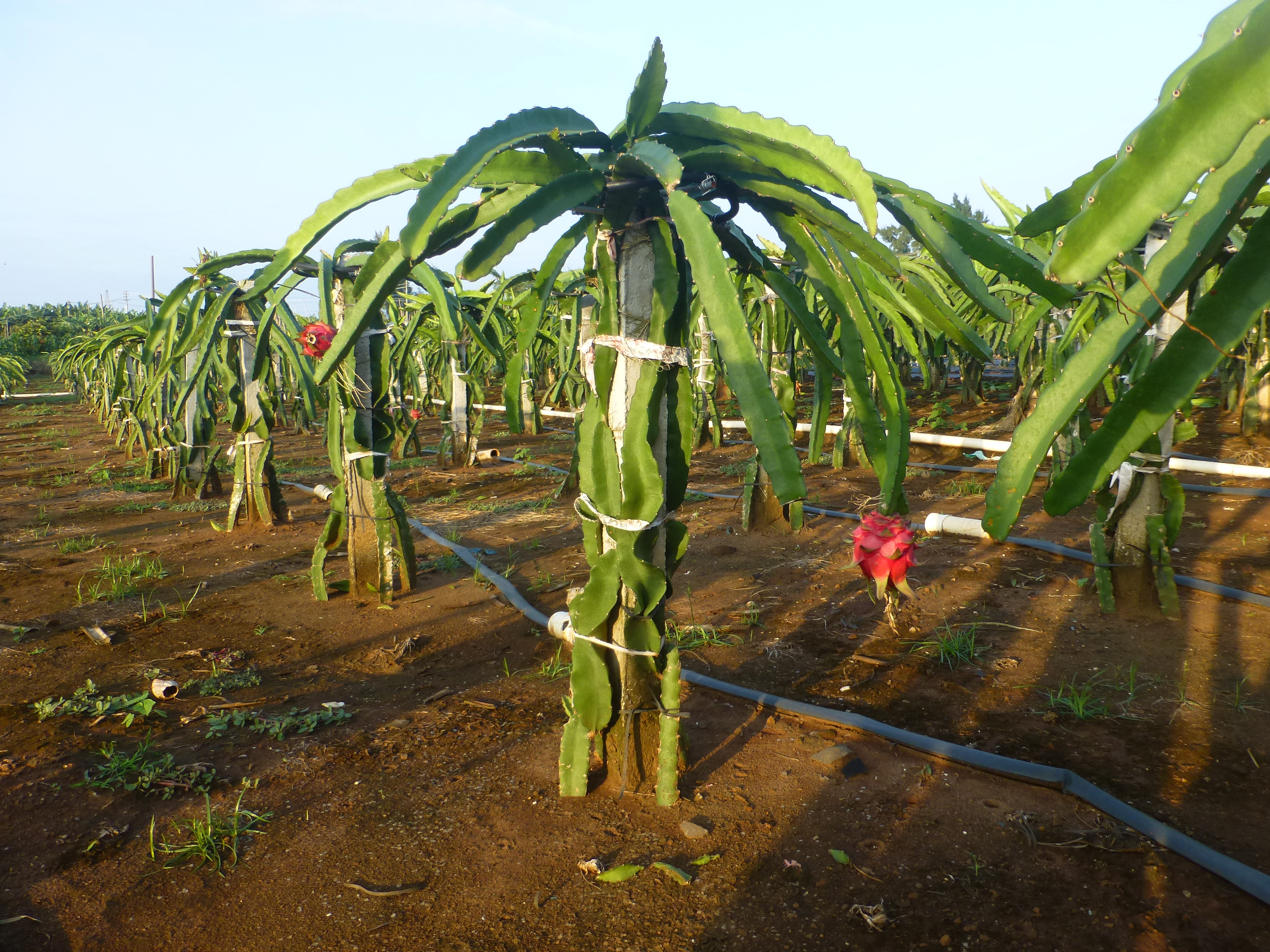
Поле кактусов с плодами питайи на острове Наочжоу в округе Чжаньцзян (Гуандун, Китай)

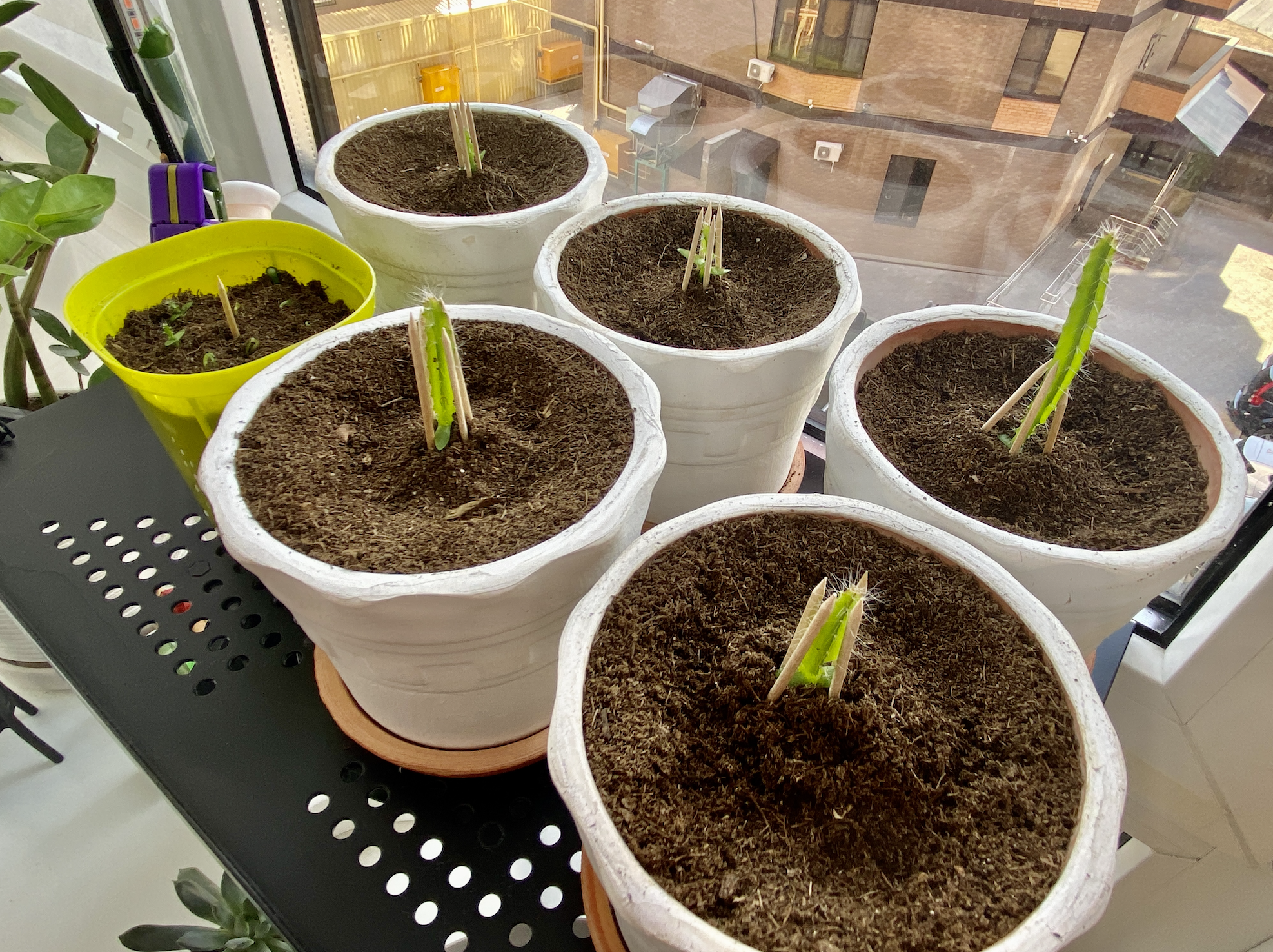
Питахайю можно вырастить в домашних условиях из обычных семян фрукта, купленного в супермаркете.

Hylocereus приспособлен к жизни в сухом тропическом климате с умеренными осадками. Также его можно выращивать как домашнее растение, придавая необычную форму росткам и объединяя их в пучки для создания декоративных композиций. В домашнем уходе растение неприхотливо, растет быстро. В начале развития росток способен расти до 5 см в месяц. Можно добиться завязи плодов при правильном уходе и создании подходящего микроклимата в помещении.
Плоды завязываются через 30—50 дней после цветения, иногда в год наблюдается до 5-6 урожайных циклов. Некоторые фермы во Вьетнаме производят до 30 тонн на гектар ежегодно.

### Паразиты и болезни
Избыточная влажность или дождевые осадки могут привести к тому, что цветки рано опадают, а плоды гниют. Нередко недозревшие плоды склёвывают птицы. Бактерии Xanthomonas campestris вызывают гниение стебля. Грибки Dothiorella могут вызвать коричневые пятна на плоде, но данное заболевание встречается редко.

## Плоды
Плоды с гладкой кожицей, покрытой листовидными наростами. Снаружи питайя может быть красной или жёлтой. Красная питайя имеет белую либо красную мякоть. Фрукты с красной мякотью намного сложнее выращивать, и поэтому они доступны реже, вкус плода с красной мякотью интенсивнее, чем с белой. Питайя легко повреждается при нажатии и, следовательно, её сложно транспортировать. Вкус плода примерно можно сравнить со вкусом киви, а текстуру — с инжиром, но всё же аромат не такой насыщенный.
Питайя обычно относится к одному из трёх следующих видов кактусов:
- Hylocereus undatus (красная питайя) имеет красно-розовый плод и белую мякоть.
- Hylocereus costaricensis (коста-риканская питайя) имеет плод с красной кожицей и красную мякоть. При поедании большого количества питайи с красной мякотью может возникнуть псевдогематурия — безвредное покраснение мочи и фекалий[3].
- Hylocereus megalanthus (жёлтая питайя, ранее относилась к Selenicereus) имеет плод с жёлтой кожицей и белую мякоть.

Плод весит 150—600 граммов, отдельные экземпляры достигают килограмма. Мякоть употребляется в пищу в сыром виде, имеет сладковатый вкус и низкокалорийна. Отзывы о том, что питайя невкусна, встречаются крайне редко, хотя вкус может показаться пресным. Рекомендуется есть питайю слегка охлаждённой; не рекомендуется сочетать её с блюдами с резким вкусом. Кроме того, из питайи можно делать сок или вино, или использовать для придания вкуса в других напитках. Цветки съедобны, их также можно заваривать с чаем. Мякоть питайи содержит много маленьких чёрных семян. Её аромат утрачивается при нагревании.
Для приготовления питайи к употреблению фрукт обычно разрезается вертикально на две половинки. После этого можно разрезать эти половинки на дольки (подобно тому, как нарезают дыню) или вычерпать мякоть ложкой. Хотя семена питайи богаты ценными липидами, обычно они не перевариваются, если только их не разжевать. Кожица несъедобна, кроме того, она может содержать пестициды.

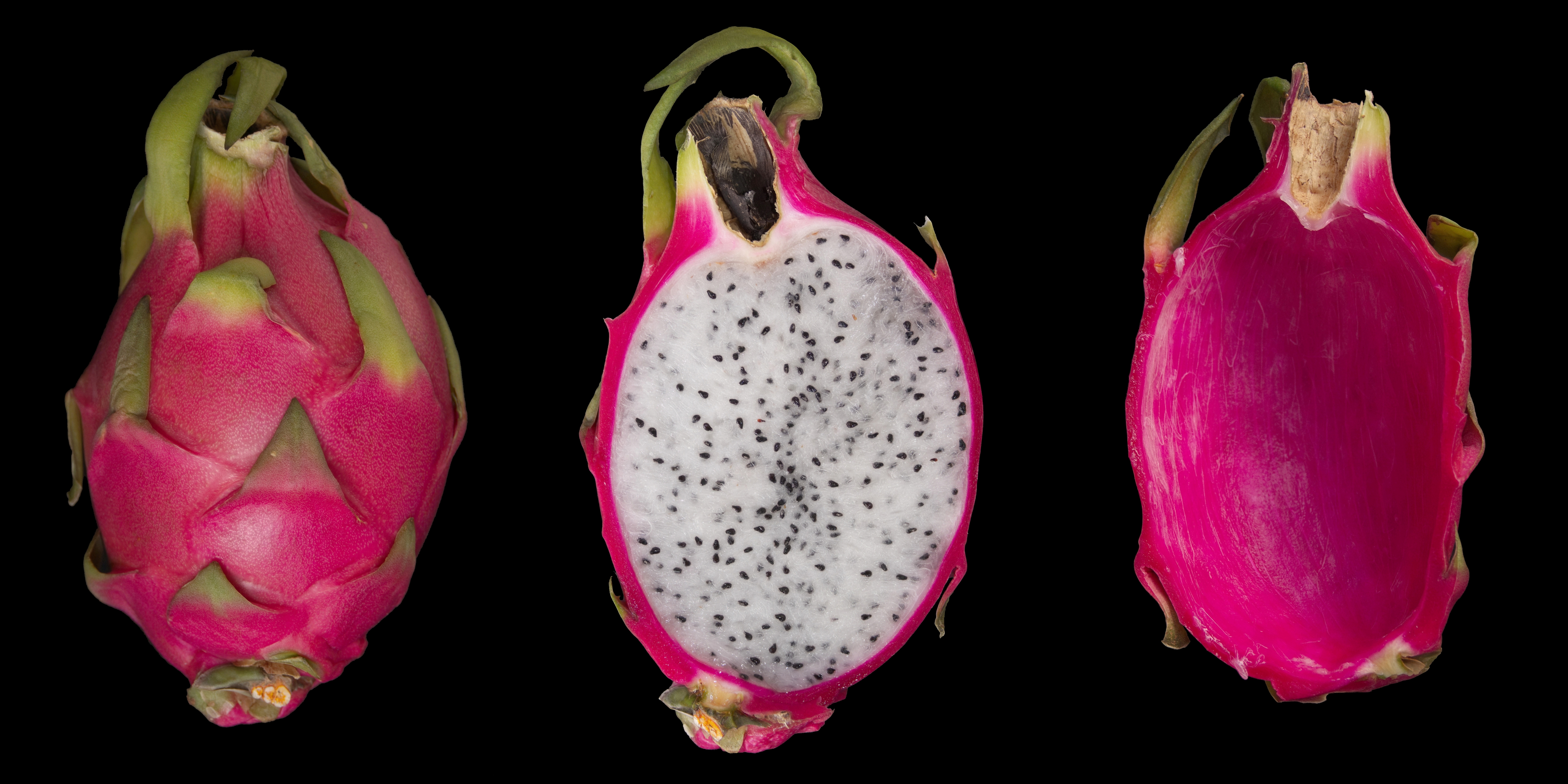
Красная питайя (Hylocereus undatus)
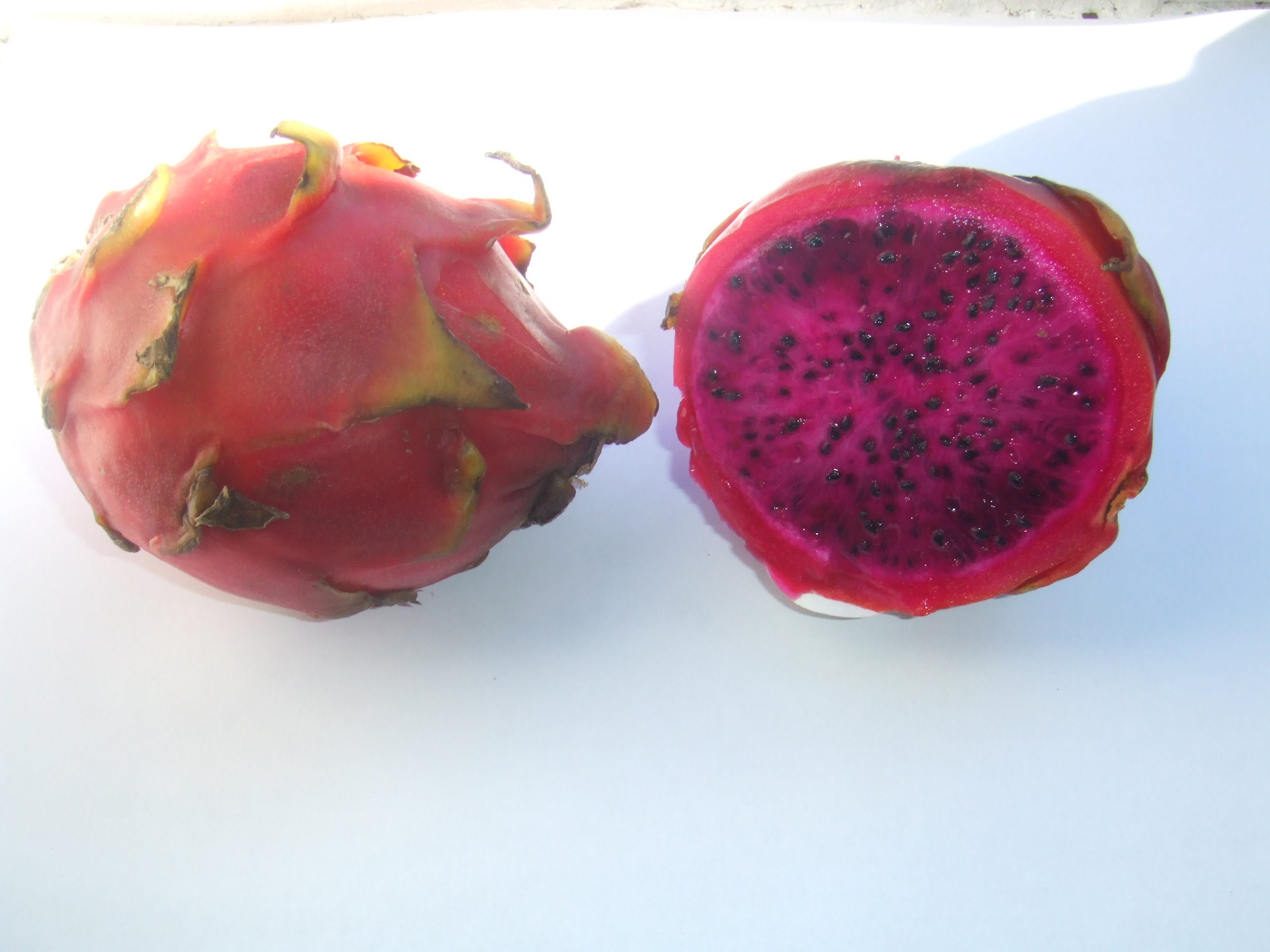
Коста-риканская питайя (Hylocereus costaricensis)
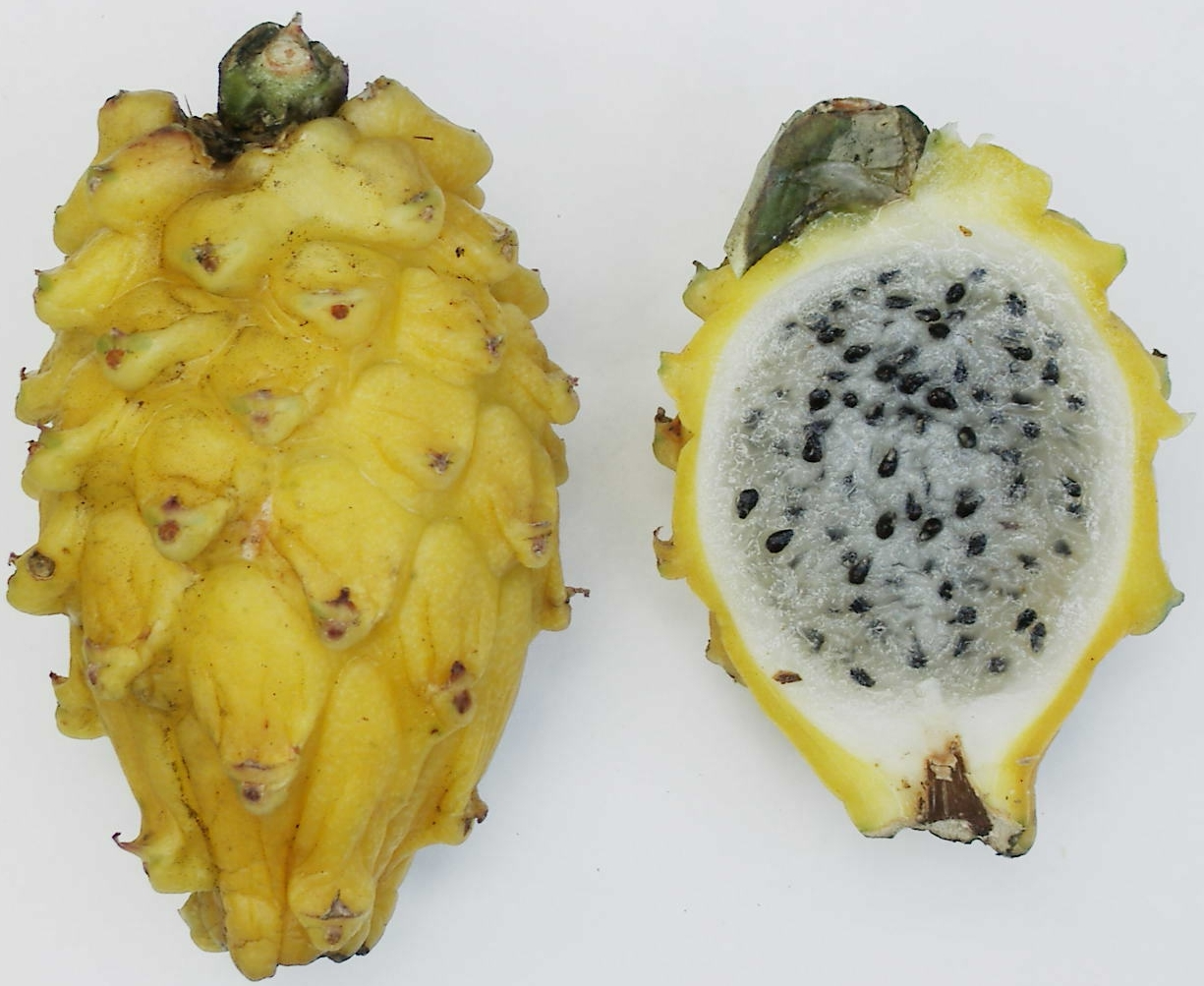
Жёлтая питайя (Hylocereus megalanthus)